# Cambridgeshire and Isle of Ely
Il Cambridgeshire and Isle of Ely è un'area dell'Inghilterra orientale e una delle 39 contee storiche del paese. È stata una contea amministrativa dal 1965 al 1974, quando è entrata a far parte del Cambridgeshire allargato. Il suo capoluogo era Cambridge.